# Latastia
Latastia é um género de répteis escamados pertencente à família Lacertidae.

## Espécies
- Latastia boscai
- Latastia carinata
- Latastia cherchii
- Latastia doriai
- Latastia johnstonii
- Latastia lanzai
- Latastia longicaudata
- Latastia ornata
- Latastia siebenrocki
- Latastia taylori